# 大城山革命烈士陵

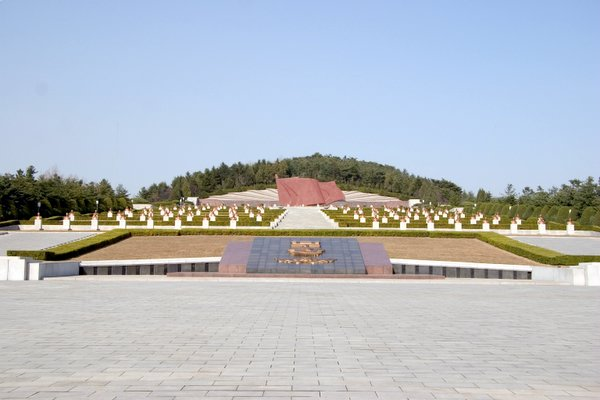
大城山革命烈士陵

大城山革命烈士陵（：／）是位於朝鲜民主主义人民共和国平壤市大城山腳下的國立陵園。

## 历史
竣工於1975年。主要埋葬抗日鬥爭年代犧牲的朝鮮勞動黨政治家、革命家、朝鮮人民軍軍人，以及曾参加朝鲜人民革命军的勞動黨幹部，共約160人。

## 主要埋葬者
- 金正淑
- 金策
- 金一
- 姜健
- 崔庸健
- 吳振宇
- 林春秋
- 崔贤
- 崔光
- 朴成哲
- 柳京守
- 金亨權
- 金哲柱
- 李乙雪
- 金铁万